# Antonio Palomino

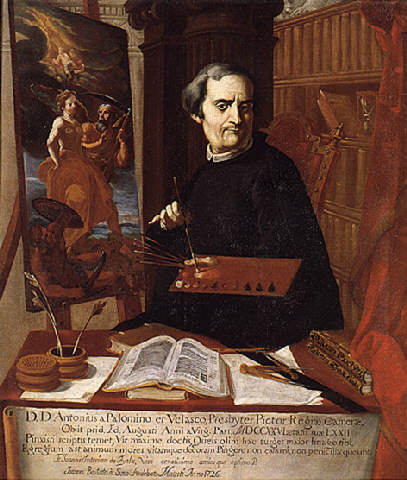
Portret van Antonio Palomino (1726)

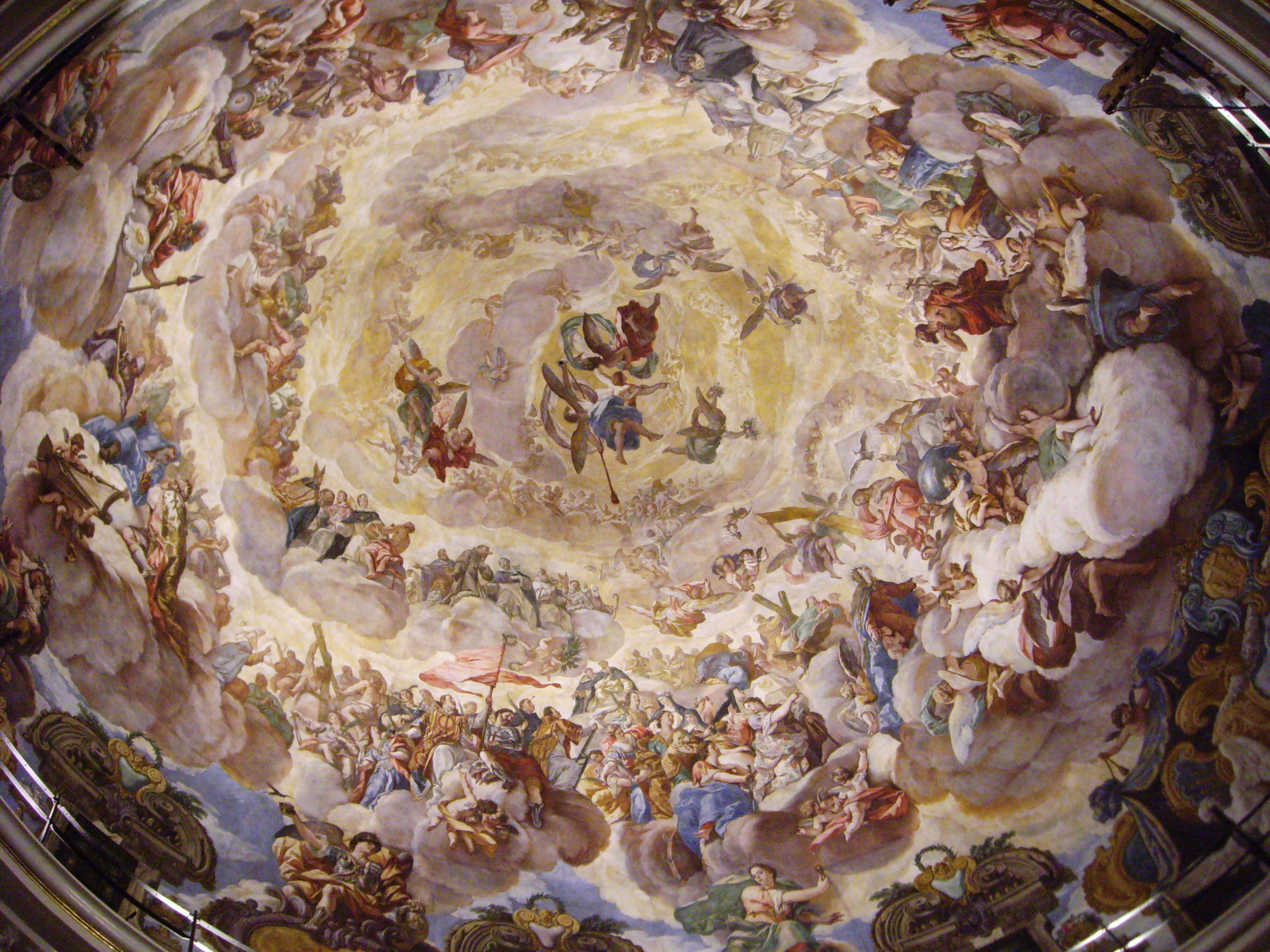
Koepelfresco van de Basílica de la Virgen de los Desamparados (Valencia)

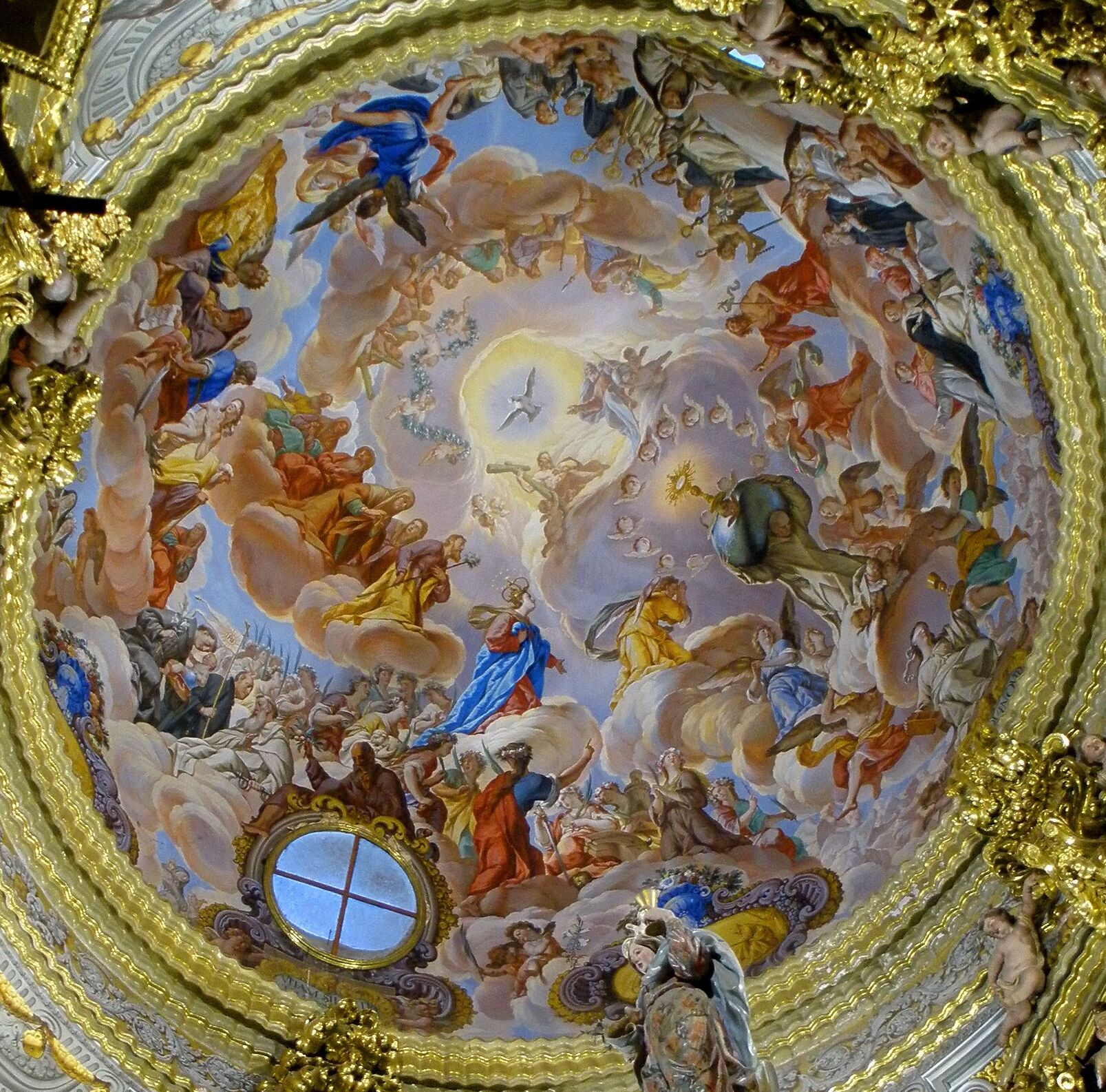
Koepelfresco van het kartuizerklooster van Nuestra Señora de la Asunción (Granada)

Acisclo Antonio Palomino de Castro y Velasco (Bujalance, 1 december 1653 – Madrid, 13 april 1726) was een Spaans schilder en kunstauteur. Hij werkte in de stijl van de barok en later de rococo aan een oeuvre waarvan het hoogtepunt wordt gevormd door religieuze fresco's. Hij bracht het tot hofschilder, maar wordt minstens zoveel herinnerd om de verzameling kunstenaarsbiografieën die hij in 1724 publiceerde. Daarmee neemt hij voor de Spaanse kunstgeschiedenis dezelfde positie in als Vasari voor de Italiaanse.

## Leven
Palomino kwam uit een rijke familie die toen hij tien jaar oud was naar Córdoba verhuisde. Daar studeerde hij theologie, filosofie en de twee rechten. Tegelijk was hij in de leer bij lokale kunstenaars. Vanaf 1672 nam hij schilderslessen bij Juan de Valdés Leal en vanaf 1675 bij Juan de Alfaro y Gámez. Op diens aanbeveling trok hij naar Madrid, waar hij in 1676 als maestro pintor werkzaam was. Aanvankelijk kopieerde hij afbeeldingen van de schilder Antonio del Castillo y Saavedra. In 1678 nam hij de lagere wijdingen aan en twee jaar later trouwde hij met de diplomatendochter Catalina Bárbara Pérez de Sierra. Dankzij dit hoge huwelijk werd hij in 1684 afgevaardigde in de Concejo de la Mesta.
In Madrid ontmoette Palomino Claudio Coello en Juan Carreño de Miranda. Door toedoen van Coello kreeg hij in 1686 de opdracht om het plafond van de Galería del Cierzo in het Koninklijk Alcazar van Madrid te beschilderen. Het leverde hem in 1688 een aanstelling op als hofschilder van koning Karel II, die hem twee jaar later in de adelstand verhief. Zijn onderwerpen waren naast religieus ook mythologisch en allegorisch.
Palomino's frescotechniek had veel te danken aan de komst van Luca Giordano in 1692. In de jaren 1697-1701 woonde hij in Valencia, waar hij fresco's realiseerde in voorname kerken. Nog meer fresco's schilderde hij in Salamanca, Granada, Córdoba en Madrid. Om deze grootschalige opdrachten uit te voeren, beschikte hij over diverse medewerkers en leerlingen, onder wie Dionisio Vidal, José Risueño, zijn zoon Francisco Esteban, Juan Bautista Simó, Juan Delgado, Géronimo Antonio de Ezquerra en Fray Francisco Morales.
In 1715 publiceerde Palomino zijn kunsttheorie als eerste deel van zijn Museo pictórico. Het werd in 1725 gevolgd door een praktisch tweede deel, maar vooral ook door een derde deel met 226 kunstenaarsbiografieën. Datzelfde jaar overleed zijn vrouw en liet hij zich tot priester wijden. Eind 1726 gaf hij zelf de geest. 

## Publicaties
- El museo pictórico y escala óptica:
  - Teórica de la pintura (1715)
  - Practica de la pintura (1724)
  - El Parnaso español pintoresco laureado (1724, heruitgave 1797)